# Alan Newton
Alan Newton (Stockport, 19 de marzo de 1931) es un deportista británico que compitió en ciclismo en la modalidad de pista, especialista en la prueba de persecución por equipos.
Participó en los Juegos Olímpicos de Helsinki 1952, obteniendo una medalla de bronce en la prueba de persecución por equipos (junto con Donald Burgess, George Newberry y Ronald Stretton).

## Medallero internacional
| Juegos Olímpicos | Juegos Olímpicos      | Juegos Olímpicos  | Juegos Olímpicos        |
| Año              | Lugar                 | Medalla           | Competición             |
| ---------------- | --------------------- | ----------------- | ----------------------- |
| 1952             | Helsinki ( Finlandia) | Medalla de bronce | Persecución por equipos |